# Günter-Helge Strickstrack
Günter-Helge Strickstrack (28 de maio de 1921 - 20 de julho de 2020) foi um político alemão que foi membro fundador da CDU, criada em 1950.
Durante a Segunda Guerra Mundial, Strickstrack trabalhou como jornalista e foi um membro proeminente da Junge Union Deutschlands.